# ラオスの鉄道駅一覧
ラオスの鉄道駅一覧は、ラオスの鉄道駅の一覧である。
なるべく読みを付け、同名・同表記の駅には会社名・路線名も付けた。

## あ行
- ヴィエンチャン駅 （ラオス中国鉄道）
- ヴィエンチャン駅 (カムサワート) （ラオス・タイ鉄道）
- ヴァンヴィエン駅

## た行
- ターナレーン駅

## な行
- ナテゥイ駅
- ナモー駅

## は行
- フォンホン駅
- ボーテン駅

## ま行
- ムアンカシ駅
- ムアンガ駅 - 2025年現在、停車する列車は1日2便のみ。職員は7名。
- ムアンサイ駅

## ら行
- ルアンパバーン駅